# Strictly a One-Eyed Jack
Strictly a One-Eyed Jack è il ventiquattresimo album in studio del cantautore statunitense John Mellencamp, pubblicato nel 2022.

## Tracce
Testi e musiche di John Mellencamp.
1. I Always Lie to Strangers – 3:36
2. Driving In the Rain – 3:25
3. I Am a Man That Worries – 4:33
4. Streets of Galilee – 2:49
5. Sweet Honey Brown – 5:18
6. Did You Say Such a Thing (featuring Bruce Springsteen) – 3:39
7. Gone So Soon – 3:31
8. Wasted Days (featuring Bruce Springsteen) – 4:31
9. Simply a One-Eyed Jack – 4:41
10. Chasing Rainbows – 3:27
11. Lie to Me – 3:30
12. A Life Full of Rain (featuring Bruce Springsteen) – 5:27

## Formazione
- Andy York – chitarra acustica, chitarra elettrica, autoharp, basso, cori
- Dane Clark – batteria, percussioni
- Joey Tartell – tromba
- John Gunnell – basso
- John Mellencamp – voce, chitarra acustica
- Merritt Lear – violino, cori
- Mike Wanchic – chitarra elettrica, cori
- Miriam Sturm – violino
- Troye Kinnett – piano, fisarmonica, organo, armonica
- Bruce Springsteen – chitarra elettrica, voce